# Christopher Pike (Star Trek)
Christopher Pike is een personage uit het Star Trekuniversum. Hij is de directe voorganger van James T. Kirk als kapitein van de USS Enterprise.
Pike verscheen voor het eerst als hoofdpersonage in The Cage, de originele (niet uitgezonden) pilotaflevering van Star Trek: The Original Series en werd gespeeld door Jeffrey Hunter. Toen deze pilotaflevering werd afgewezen, trok Hunter zich terug uit de serie en werd het personage Pike vervangen door Kirk. De serie introduceerde Pike later als Kirks voorganger in het tweedelige verhaal The Menagerie, waarin uitgebreid gebruik werd gemaakt van archiefmateriaal uit The Cage. Het verhaal bevatte een oudere, gehandicapte vlootkapitein Pike, gespeeld door Sean Kenney.
In de films Star Trek (2009) en Star Trek Into Darkness (2013), die zich afspelen in een alternatieve tijdlijn, speelt Bruce Greenwood een versie van Pike die als mentor fungeert voor de jonge Kirk.
Christopher Pike is een hoofdpersonage in het tweede seizoen van Star Trek: Discovery uit 2019 en wordt vertolkt door Anson Mount. De serie speelt zich enkele jaren na The Cage af en laat kapitein Pike tijdelijk het commando over de USS Discovery op zich nemen. De serie Star Trek: Strange New Worlds (2022-heden), een spin-off van Discovery, draait om Pikes tijd als kapitein van de USS Enterprise, waarbij Anson Mount de rol opnieuw vertolkt.
Volgens een dialoog in The Cage komt Pike uit Mojave (Californië) en bezat hij ooit een paard genaamd Tango. Hij is de tweede kapitein van de USS Enterprise. In Star Trek: The Animated Series wordt onthult dat kapitein Robert April zijn voorganger was, wat ook bevestigd wordt door gedrukte Star Trek-fictie en door naslagwerken. Pike werk kapitein van de USS Enterprise in het jaar 2250, op 38-jarige leeftijd. Hij nam het commando over van Robert April, die vijf jaar lang het commando over de Enterprise voerde.

## Acteurs

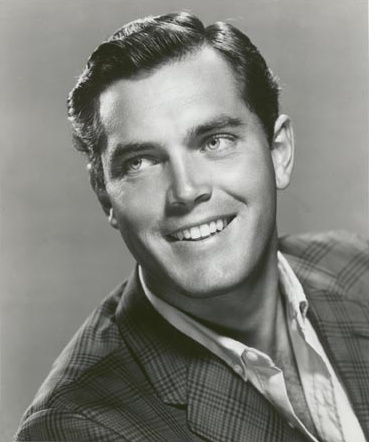
Jeffrey Hunter speelt Pike in de pilotaflevering van de oorspronkelijk Star Trek-serie
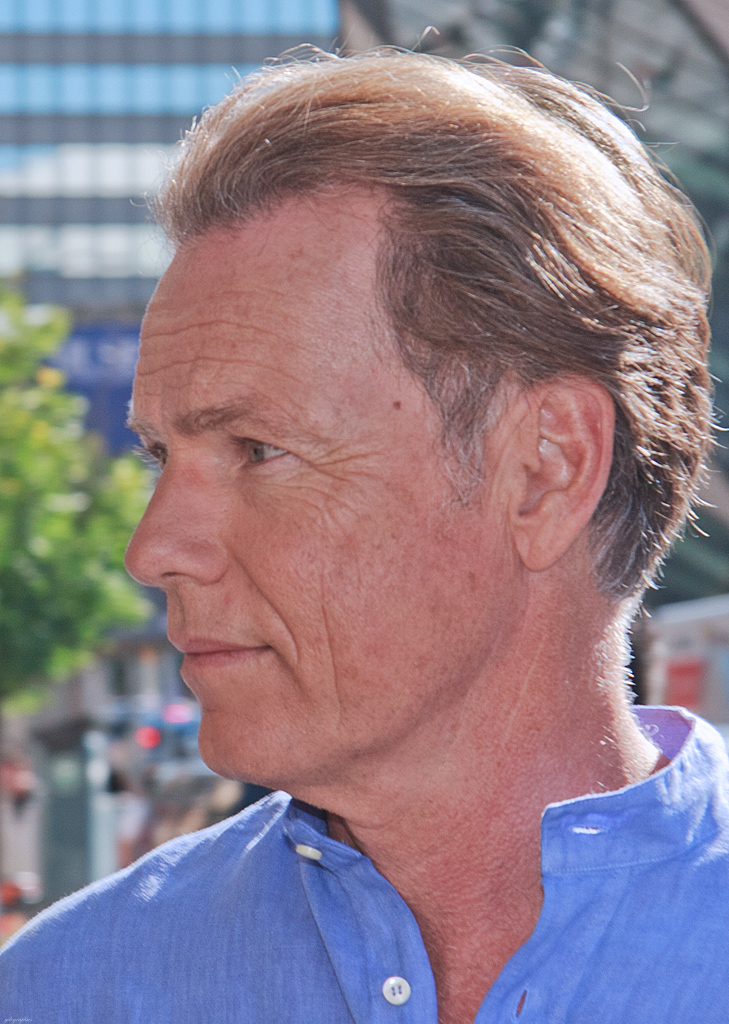
Bruce Greenwood speelt Pike in de Star Trek-reboot uit 2009
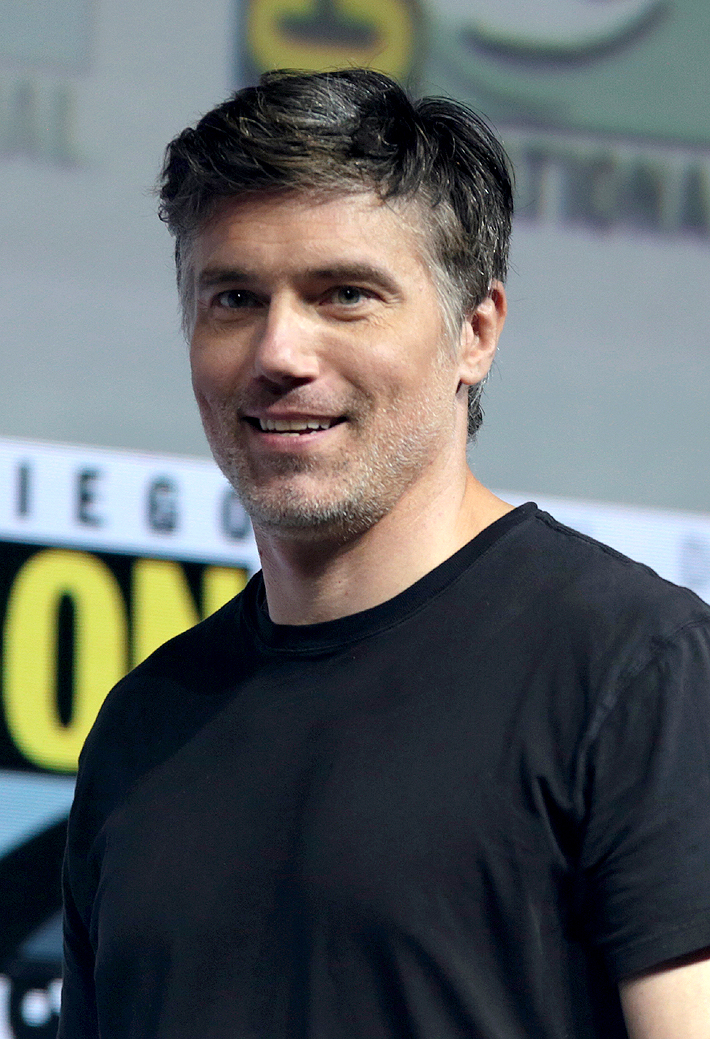
Anson Mount speelt Pike in Discovery en Strange New Worlds